# Yeoncho-myeon
Yeoncho-myeon (koreanska: 연초면) är en socken i stadskommunen Geoje i provinsen Södra Gyeongsang i den södra delen av Sydkorea,300 km sydost om huvudstaden Seoul. Yeoncho-myeon ligger på den norra delen av ön Geojedo.